# ناصيف النصار
ناصيف النصار (متوفي: 24 سبتمبر 1781) هو شيخ جبل عامل، شيخ المتاولة المشهور في سوريا۔ كان عميد عشائر جبل عامل۔

## حیاته
ولد ناصیف علی الأرجع سنة 1713م وبدأ یشارك إخوته وأولاد عمومته في تولي الأمور، بعد وفاۃ أبیه سنة 1731م أصبح الشیخ الأول، والمرجع العام في وقت سابق وقریب لسنة 1750م التي بدأ فیھا مسیرته الحربیة والسیاسیة والقیادیّة۔